# Martire
Il martire (dal greco μάρτυς - testimone) è colui che è morto o è stato sottoposto a pene corporali per avere testimoniato la propria fede o un ideale nonostante una persecuzione, senza abiurarli; è un concetto presente in più religioni.
Il termine è utilizzato per estensione anche in forma laica ("martire della patria", "martire del lavoro"), per onorare atti di particolare eroismo compiuti a difesa della propria nazione o nello svolgimento della propria professione.

## Storia
Il primo momento della storia biblica riferito a un tentativo di martirizzazione individuale riguarda Azaria, Anania e Misaele.
Il martirio, originariamente diffuso soprattutto in ambito giuridico, stava a indicare un testimone che garantiva la verità degli avvenimenti e che normalmente prendeva le difese dell'accusato. Con il tempo il termine è stato usato anche in ambito filosofico (soprattutto in ambito stoico) di testimonianza della verità), per passare successivamente a un significato di testimonianza di un avvenimento religioso di cui il credente, con la sua vita e la sua predicazione, era testimone.
Il termine non è mai stato usato in ambito biblico, né giudaico, né cristiano nel significato odierno: di testimonianza sino anche alla morte. Solo nel cristianesimo primitivo, con l'avvento delle persecuzioni dei cristiani, il termine è stato riservato in modo praticamente esclusivo alla testimonianza estrema fino alla morte. In questa accezione è stata assunta nell'Islam.
In ambito cristiano, soprattutto dopo il rinnovamento biblico post-Concilio Vaticano II, si va via via recuperando il significato originario del termine biblicamente inteso.

Osserva Federico Chabod a proposito dell'allargamento del significato di martire: 
Ora, per la prima volta, il termine viene assunto ad indicare valori, affetti, sacrifici puramente umani, politici: i quali dunque acquistano l'importanza e la profondità dei valori, affetti, sacrifici religiosi, diventano religione anch'essi.»
(Federico Chabod, L'idea di nazione)

## Cristianesimo
Il termine martire come testimone della fede è nato in ambito cristiano e indica i fedeli che hanno sacrificato la propria vita per testimoniare la religione cristiana. Si tratta in genere di cristiani vissuti in un contesto sociale ostile, che furono messi a morte in odio alla fede cristiana dalle autorità, dai tribunali, o uccisi da persone private. Il "martire" è il "santo" per eccellenza nella concezione della Chiesa antica e solo in seguito altre categorie di santi si sono aggiunte ai martiri. La lista dei martiri cattolici è riportata nel Martirologio.
(Eusebio di Cesarea descrivendo la condanna dei Martiri della Tebaide, Storia Ecclesiastica, 8,9,5)
Nei primi tempi, l'appellativo di martire era usato per designare gli apostoli, ancora viventi, come testimoni delle opere e della risurrezione di Gesù. Poi il nome venne esteso a tutti quelli che con la propria condotta avessero dato dimostrazione di fede e infine fu riservato a coloro che fossero morti in seguito alle persecuzioni. Il nome corrispondente in latino era confessor.
Nel cattolicesimo vengono individuati tre tipi di martirio:
- Martirio bianco, che consiste nell'abbandono di tutto ciò che un uomo ama a causa di Dio
- Martirio verde, che consiste nel liberarsi per mezzo del digiuno e della fatica dai propri desideri malvagi, o nel soffrire angustie di penitenza e conversione
- Martirio rosso, che consiste nel sopportare la croce o la morte a causa di Gesù (Omelia irlandese del VII secolo). È stato considerato in passato il vero battesimo, purificatore di ogni peccato: subendo il martirio la santità era assicurata, non potendo più peccare. Questa è la ragione per la quale il martirio nell'antichità era non solo accettato, ma addirittura ricercato.

Da questa certezza della santità dei martiri ha ben presto avuto origine il loro culto.
Rimasto famoso in ambito di fede nel cristianesimo durante le persecuzioni iniziate da Nerone, il martirio era visto come una rinascita in Cristo piuttosto che come una morte. I martiri si rifiutavano di abiurare la propria religione: il fatto che cristiani per esempio non partecipassero a feste pagane e non offrissero sacrifici, interrompendo questi rituali apotropaici, per l'impero romano determinava la rottura della pax deorum e quindi una grave offesa agli dei.
I martiri conosciuti fra i cristiani furono a volte perseguitati da ebrei o da altri cristiani stessi.

## Ebraismo
Il martire come inteso nel Cristianesimo non è tipico dell'Ebraismo. Per un israelita il mantenimento della vita è da privilegiare. Non c'è nella tradizione ebraica la ricerca del martirio come tale. Vi si può ricorrere in caso di grave necessità, e si tratta comunque di sacrificio della propria vita e non di quella altrui: la vita anziché essere sacrificata, deve essere santificata.
Pur tuttavia nella Bibbia, almeno in quella dei Settanta, quindi non nel canone ebraico ma in quella scritta sotto influsso del pensiero greco, sono contenuti i Libri dei Maccabei. In essi è esaltato il martirio di Eleazaro e quello dei sette fratelli (Capitoli 6 e 7 del Secondo libro dei Maccabei), avvenuti durante la persecuzione di Antioco IV Epifane (II secolo a.C.). La loro storia è raccontata con accenti che ricordano quelli della passio cristiana, da cui non poteva essere influenzata in quanto anteriore.

## Martirio con accezione non religiosa
Martiri sono anche considerate quelle persone che sono state condannate o uccise a causa delle loro idee. Fra queste vengono annoverate persone come Ipazia, Giordano Bruno, Pietro Giannone, Alberto Radicati di Passerano e Giulio Cesare Vanini.
Il termine è usato anche al di fuori del contesto religioso in espressioni come:
- Martiri di Chicago
- Martiri di Belfiore
- Martiri di Fiesole
- Tredici Martiri di San Piero a Ponti
- Martiri del Turchino
- Martiri della Benedicta

### La piazza dei Martiri a Chiaia
A Napoli, nella piazza dei Martirii a Chiaia, sorge l'imponente monumento ai martiri napoletani in cui l'alto obelisco è circondato da quattro leoni. Ciascuno dei leoni ha un proprio significato simbolico: quello morente ricorda i caduti della rivoluzione napoletana del 1799, quello trafitto dalla spada i carbonari del 1820, mentre gli altri due, dall'aspetto feroce, i caduti liberali del 1848 e garibaldini del 1860.

### Le vittime dei regimi totalitari
Alcuni attribuiscono la qualifica di martire a talune delle vittime dei regimi totalitari o a quelle della mafia. 
Quando però si sottolinea la persecuzione subita, più che la volontà di testimonianza delle vittime, si tratta però di un'accezione controversa: generalizzando l'appellativo a tutte le vittime, ci si allontana dall'etimologia del termine martire.
Lo stesso si può dire per le vittime dei bombardamenti che non devono identificarsi con questo termine in quanto non hanno professato in vita nessuna idea o azione tale da contrastare l'azione delittuosa dell'aggressore ma semplicemente perché erano presenti incautamente in quel momento in un posto sbagliato.

## Il suicidio come martirio
Recentemente presso alcune organizzazioni che utilizzano tattiche di guerriglia e terrorismo quali al-Qa'ida, la parola martire (Shahīd) è usata per indicare chi si suicida in nome dell'Islam. La questione è quanto mai controversa e dibattuta tra i dotti musulmani, in considerazione dell'assoluto divieto del suicidio nella religione islamica.